# Gravenhurst

Gravenhurst fue el seudónimo musical del cantautor, productor discográfico, multiinstrumentista y periodista inglés Nicholas John Talbot (14 de mayo de 1977 – 2 de diciembre de 2014). Talbot, nacido en Bristol, Inglaterra, formaba parte del sello Warp Records. Falleció a los 37 años sin que la causa de su muerte haya sido revelada.

## Historia
Tras una etapa inicial en solitario, a partir de 1999 Nick Talbot comenzó a incorporar músicos para sus actuaciones en directo, destacando el baterista Dave Collingwood, cuya participación abarcó tanto las labores de intérprete como las de producción. Entre 2004 y 2006 Gravenhurst adoptó el formato trío con la participación de Huw Cooksley al bajo. Durante la gira de 2007 y 2008 se incorporaron Robin Allender al bajo y Alex Wilkins a la guitarra. El lanzamiento de The Ghost in Daylight en 2012 dio lugar a la formación de un nuevo Gravenhurst Ensemble con tres componentes, con Rachel Lancaster (voz, bajo y teclados) y Claire Adams (voz, percusión). Talbot también tocó en solitario empleando una guitarra y dispositivos de muestreo de frases, looping y droning.
El sonido de Gravenhurst es descrito como oscuro y atmosférico, oscilando entre el ruidismo shoegazing de las bandas de guitarras como My Bloody Valentine, el territorio de cantautores cargado de armonías de Simon y Garfunkel, y el intrincado fingerpicking de autores como Bert Jansch y Nick Drake. Sus primeros lanzamientos eran de base acústica y folk, mientras que Fires in Distant Buildings se acercó al rock psicodélico. Una de las principales influencias reconocidas por Nick Talbot es Flying Saucer Attack, una banda de Bristol que lanzó una serie de álbumes a principios de la década de 1990 cargados de distorsión e inspirados en el folk.
Se encuentran como constantes en el sonido de Gravenhurst la frágil voz y las armonías vocales de Talbot, el intrincado trabajo de guitarra y los inquietantes y misteriosos temas líricos.
Gravenhurst escribió y grabó en 2006 la música original de la banda sonora de la película de Sebastian Schipper Ein Freund von mir (estrenada en castellano como Un amigo mío). Además de la "Song Among the Pine" compuesta para el filme, las canciones de Gravenhurst "Animals", "The Velvet Cell" y "Song from Under the Arches" ocupan un lugar destacado en este. Una versión instrumental de la canción "Nicole" aparece en la película de Shane Meadows This Is England. La canción "Black Holes in the Sand" aparece al final del episodio "Johnny B. Good" de "The Unit".
Talbot tocó la guitarra en "Changing of the Seasons" y "Borderline Personality" en el segundo álbum de War Against Sleep, Invitation to the Feast.

## El sello Silent Age
Talbot participó en el conjunto electroacústico de Guy Bartell, Bronnt Industries Kapital. En 2000 la pareja creó Silent Age Records, un sello cooperativo que sirvió para dar visibilidad tanto a su propia música como a los artistas SJ Esau (Anticon), War Against Sleep (Fire Records), Mole Harness (Stray Dog Army) y Exercise One.

## Periodismo
Talbot fue periodista freelance, y realizó entrevistas exclusivas con el filósofo John Gray y el autor de cómics Alan Moore para la revista británica online de arte The Quietus.
Talbot mantuvo un sitio web que recopila su obra periodística y un weblog titulado "The Police Diver's Notebook".

## Miembros de la banda
- Nick Talbot - voz, guitarra (1999–2014; su fallecimiento)
- Chris Macartney - batería (1999–2000)
- Dave Collingwood - batería (2000–2012)
- Huw Cooksley - bajo (2004–2007)
- Robin Allender - bajo (2007–2012)
- Alex Wilkins - guitarra (2007–2012)
- Claire Adams - voz, batería (2012–2014)
- Rachel Lancaster - voz, bajo, sintetizador (2012–2014)

## Discografía

### Sencillos y EPs
- Gas Mask Days EP CDr (Silent Age Records, 2002)
- "The Diver" 7" (For Us Records, 2003)
- Black Holes in the Sand EP LP/CD (Warp Records, 2004)
- "The Velvet Cell" / "See My Friends (edit)" 7" (Warp Records, 2005)
- "Animals" / "Herne the Hunter" Download only single (Warp Records, 2006)
- "Trust" / "Underfoot" 7" (Warp Records, 2007)
- "Hollow Men" / "Longest River" 7" (Warp Records, 2007)
- "Nightwatchman's Blues" / "Farewell, Farewell" 7" doublepack en funda de póster impresa a mano (Warp Records, 2008)
- "The Prize" / "Song to the Siren" 10" (Warp Records, 2012)

### Álbumes
- Internal Travels CD (Red Square / Mobstar, 2001), reimpresión de 500 ejemplares (Silent Age Records, 2003)
- Flashlight Seasons CD (Sink & Stove Records, 2003), relanzamiento internacional en LP/CD (Warp Records, 2004)
- Fires in Distant Buildings LP/CD (Warp Records, 2005)
- The Western Lands LP/CD (Warp Records, 2007)
- The Ghost in Daylight LP/CD (Warp Records, 2012)
- Offerings: Lost Songs 2000 - 2004 LP/CD (Warp Records, 2014, CD solo como parte de un set box)

### Banda sonora y apariciones en recopilatorios
Ciertos temas de Gravenhurst forman parte de bandas sonoras y compilaciones, estando algunos de ellos  disponibles exclusivamente en los discos correspondientes:
- "Long Way Home" – (555CD55 – recopilatorio de 555 Records, 2003)
- "Damage part III" – (interpretado en el programa de radio de Irene Trudel en WFMU en 2003).
- "Romance" – (interpretado en el programa de radio de Irene Trudel en WFMU en 2003)
- "The Laden Trees" – (Children Are Fascinated by Fire – recopilatorio de Fire Records, 2004)
- "Black Holes in the Sand (edit)" – disponible en algunas promos de Warp Records de Black Holes in the Sand, 2004.
- "The Diver" – (aparece en la banda sonora de Dead Man's Shoes, 2004)
- "Stillwater" – (recopilatorio The Hospital Radio Request List Vol II, junio de 2004)
- "See My Friends (edit)" – (disponible la promo de Warp Records para el sencillo "The Velvet Cell", 2005)
- "Herne the Hunter" – (bonus track en la edición japonesa de Fires in Distant Buildings, 2005)
- "Animals" – (incluida en el doble CD de Camden Crawl, 2005)
- "Entertainment (live)" – (Revista Comes with a Smile, nº 20, enero de 2006)
- "Song among the Pine" – (aparece en la banda sonora de Ein Freund von Mir, octubre de 2006). Según los créditos del CD de la banda sonora, los paisajes sonoros adicionales son obra de Guy Bartell, colaborador de Bronnt Industries Kapital, .
- "Entertainment" – (aparece en la banda sonora de Ein Freund von Mir, octubre 2006)
- "Nicole (Instrumental)" – (aparece en la banda sonora de This Is England, mayo 2007)
- "Paint a Face" (Neil Halstead Tribute 7" por Gravenhurst / Beach Fossils. Sonic Cathedral Recordings, 2012)